# Pèlion
El mont Pèlion (en grec modern Πήλιο, Pílio; en grec antic: Πήλιον, Pḗlion) és una muntanya de Grècia situada al sud-est de la Tessàlia.
En la mitologia grega, era la terra del centaure Quiró, preceptor de nombrosos herois, i també és l'indret on va tenir lloc l'episodi de les noces de Tetis i Peleu, escenari del famós Judici de Paris. El Pèlion apareix esmentat a la Ilíada, amb l'epítet «de fulles que es mouen». També es deia que Pirítous, el rei dels làpites, hi va combatre contra els centaures i els va matar.